# Клевер полевой
Кле́вер полево́й (лат. Trifólium campéstre) — травянистое растение; вид рода Клевер подсемейства Мотыльковые семейства Бобовые.

## Ботаническое описание

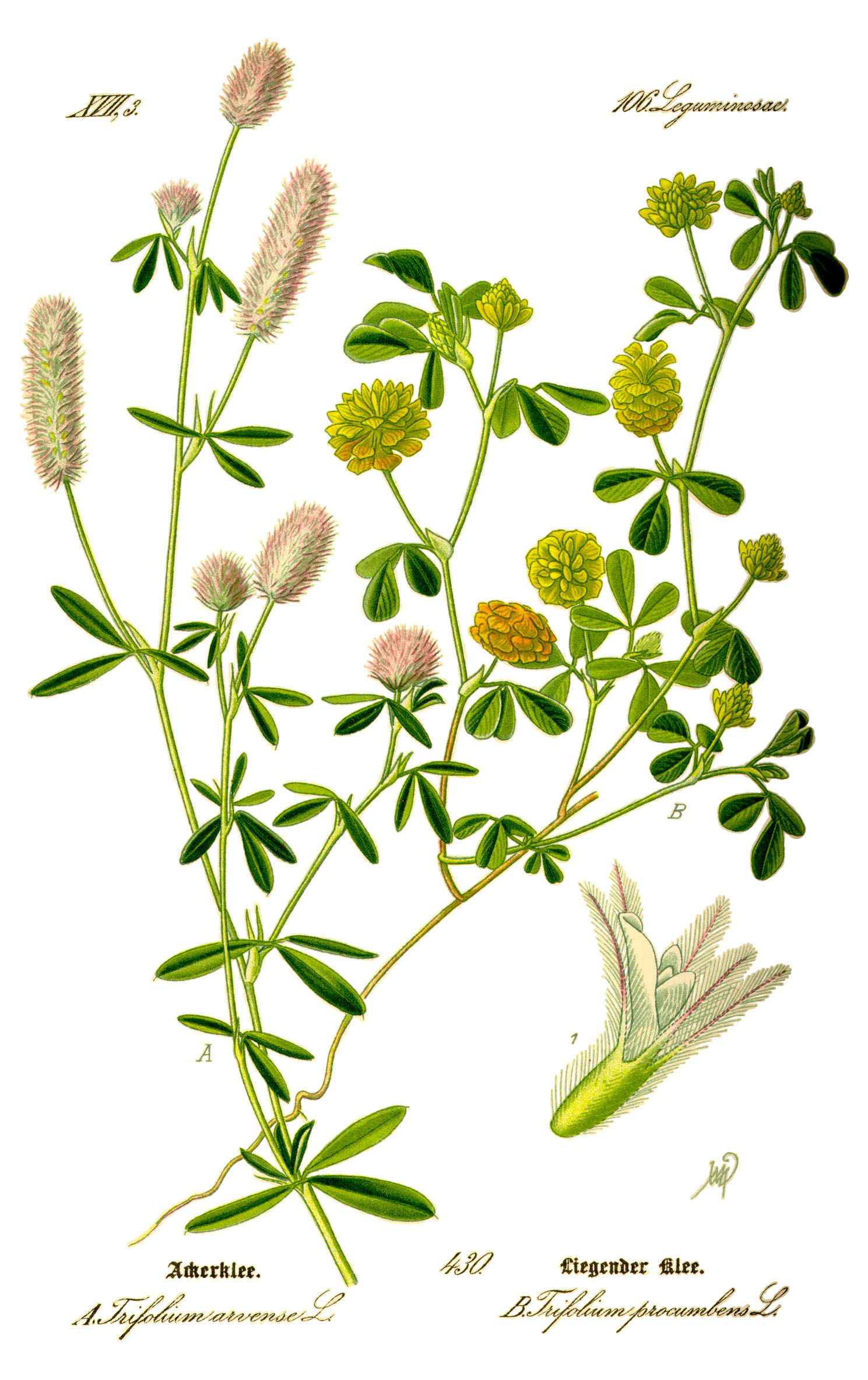
Клевер полевой (справа).

Клевер полевой — однолетнее травянистое растение, достигает в высоту 5—18 см.
Стебель — прямой, обычно ветвистый.
Листья — обратнояйцевидные, клиновидные, до 11 мм длиной.
Соцветия — круглые или овальные головки. Цветки — жёлтые, в конце цветения светло-коричневые, 4—6 мм.
Плод — односемянный боб.

## Распространение и экология
Распространён по Европе и Сибири, на Кавказе, юге Дальнего Востока.
Растёт по полям и лугам, на склонах и речных наносах, на легких песчаных почвах и песках.

## Значение и применение
Геоботаник Работнов указывал основываясь на работах Карла Линнея, что этот вид поедается крупным рогатым скотом, овцами, козами и лошадьми.

## Ботаническая классификация

### Синонимы
- Chrysaspis campestre Desv.
- Chrysaspis campestris (Schreb.) Desv.
- Trifolium agrarium L., p.p.
- Trifolium campestre var. lagrangei (Boiss.) Zohary
- Trifolium erythranthum (Griseb.) Halacsy
- Trifolium karatavicum Pavlov
- Trifolium lagrangei Boiss.
- Trifolium procumbens L.
- Trifolium procumbens var. campestre DC.
- Trifolium pseudoprocumbens C.C.Gmel.
- Trifolium pumilum Hossain
- Trifolium thionanthum Hausskn.[2]